# Cercidiphyllum japonicum
Espèce
Classification phylogénétique
Répartition géographique
Statut de conservation UICN

 LC  : Préoccupation mineure
Katsura ou Arbre au caramel
Cercidiphyllum japonicum est une espèce d'arbre à fleurs et à feuilles caduques de la famille des Cercidiphyllaceae.
Il est aussi appelé « Katsura » (カツラ,桂 en japonais) ou Arbre à caramel car il émet parfois un léger parfum de caramel lors de la chute de ses feuilles. Cet arbre figure dans le Kokin wakashū, œuvre japonaise de 905.

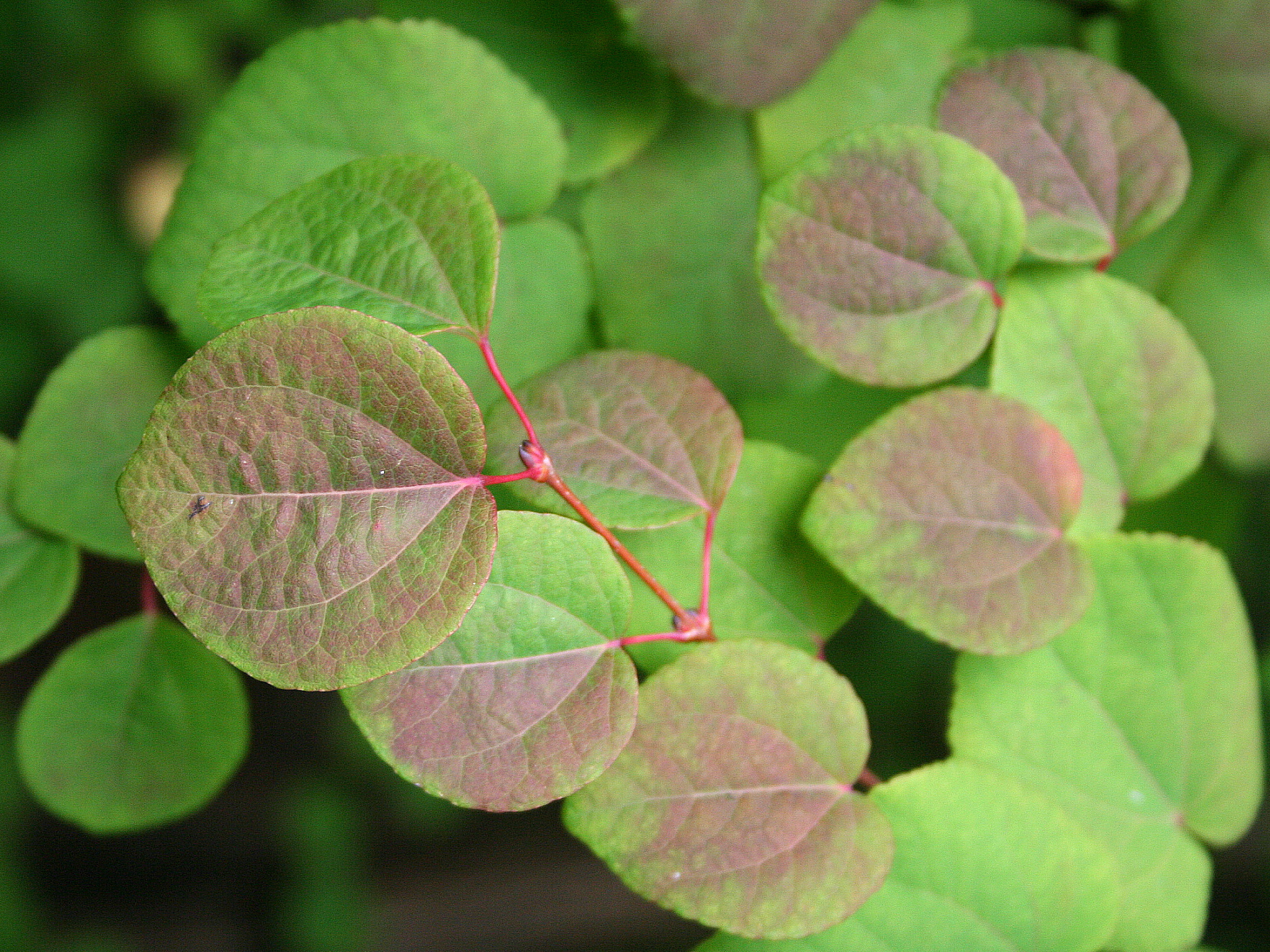
Feuilles du Katsura.

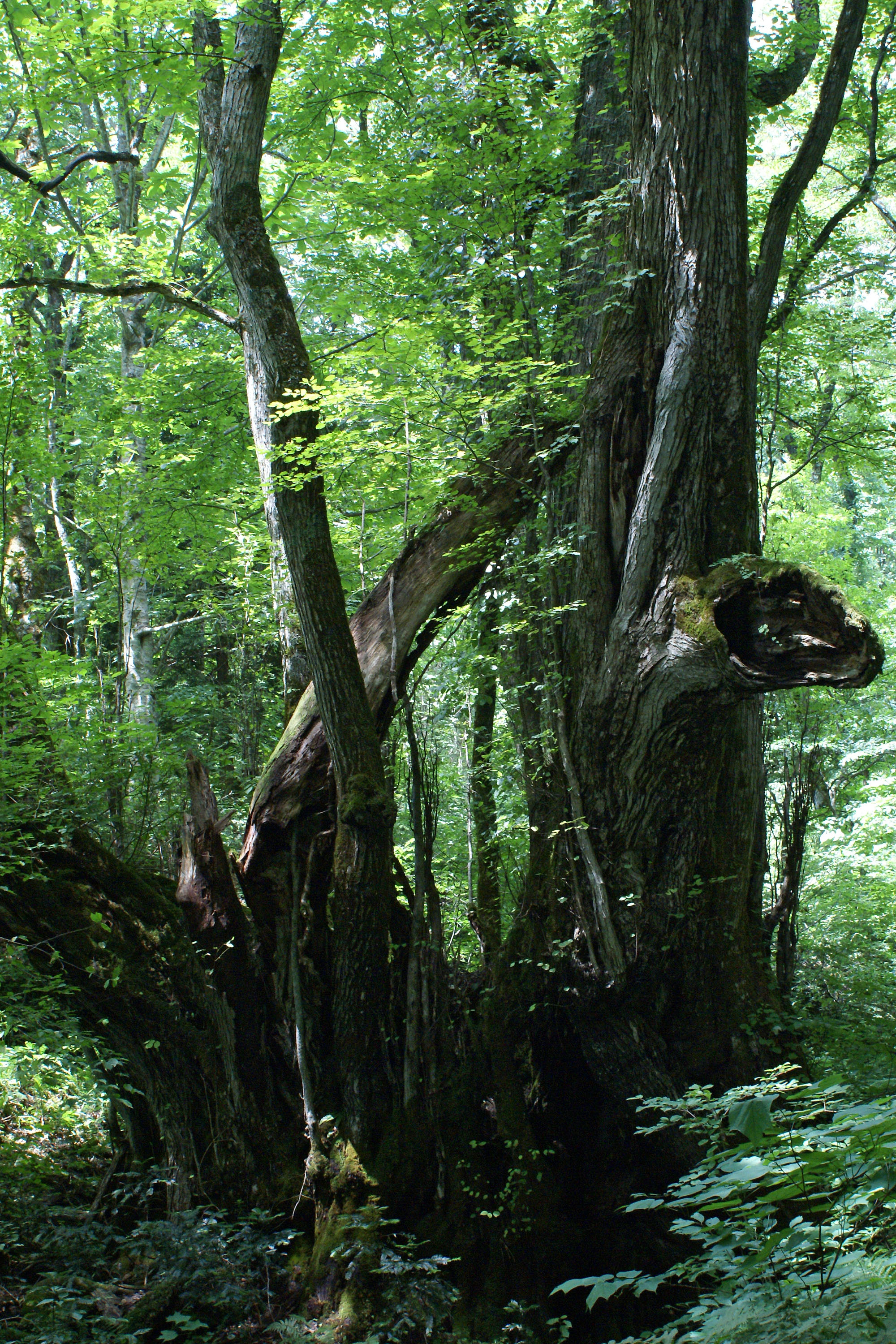
Specimen ancien (Japon). Le diamètre des katsuras anciens dépasse rarement 2 mètres,,.

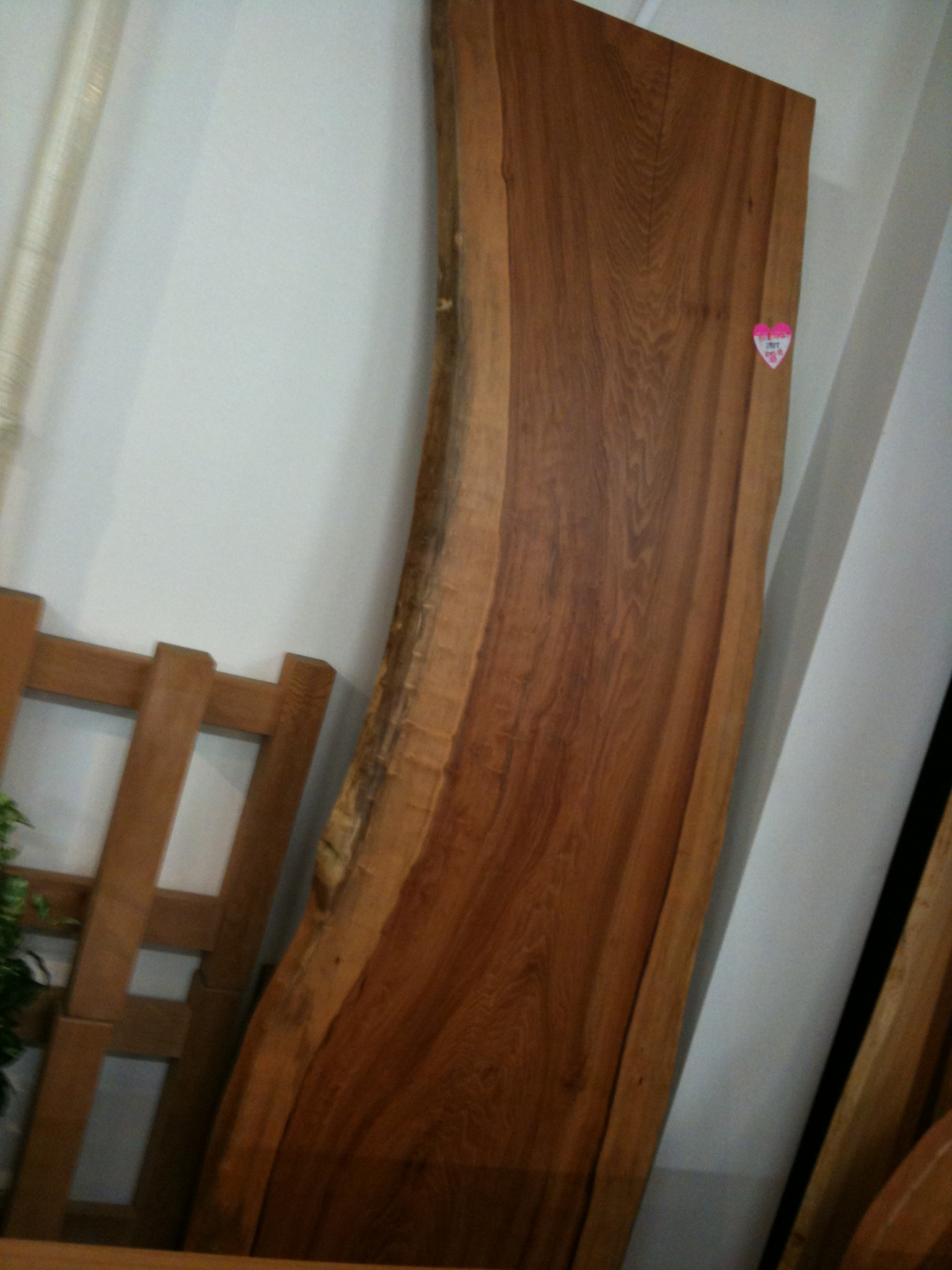
Panneau de bois (tranche verticale de tronc) de katsura, notamment utilisé pour les plateaux de jeu de go.

## État, pressions, menaces…
L'espèce est menacée en Chine, mais utilisée comme arbre d'ornement dans certains pays.

## Description
Cet arbre peut atteindre 30, voire 45 m dans son aire d'origine (Japon, Corée, Chine), mais ne semble pas dépasser les 15 m en Europe.
Les feuilles sont cordiformes (en forme de cœur) et à marge crénelée. Elles ressemblent à celles de l'arbre de Judée (d'où l'origine du nom de genre Cercidiphyllum signifiant « feuilles de Cercis »). Elles deviennent rose à jaune à l'automne avant de tomber.
L'espèce est dioïque. Elle est réputée être résistante aux parasites.
Les fleurs, discrètes, apparaissent au début du printemps (mars/avril).

Les fruits forment des grappes de deux à quatre fruits allongés de 1 à 1,8 cm de long et 2-3 mm de large. Chaque fruit contient plusieurs graines ailées ,.

## Répartition
Japon, Corée, Chine.

## Utilisation
Son bois foncé et dur est parfois utilisé à la conception de goban, plateau du jeu de go.

## Génétique
En 2010 des chercheurs ont annoncé la mise au point de nouveaux marqueurs microsatellites pour cette espèce.